# Collectief geheugen
Het collectief geheugen is een verzameling herinneringen die groepen mensen gemeenschappelijk hebben. Zij bewaren deze beelden, zowel bewust als onbewust, in hun geheugen. Het begrip collectiviteit veronderstelt dat er sprake is van een homogeen geheugen, hetgeen zelden het geval is. Het geheugen zelf is een 'constructie', een naar een idee of een stel ideeën samengesteld organisch geheel dat onderhevig is aan onderhoud. Er is een verschil tussen geschiedschrijving en het collectief geheugen. Geschiedenis beoogt een overzichtelijk, precies en waardevrij beeld te schetsen van het verleden.

## Voorbeelden
De basis van het collectief geheugen wordt gevormd door de media, het onderwijs of verhalen uit verschillende bronnen. Talloze iconische foto's zijn in het gezamenlijke geheugen opgeslagen, zoals van The Beatles, de eerste mensen op de maan (Neil Armstrong en Buzz Aldrin), de vrijlating van Nelson Mandela en de val van de Berlijnse Muur. Veel mensen weten nog steeds waar zij waren op het moment dat zij vernamen van de moord op personen als John F. Kennedy, Martin Luther King, Pim Fortuyn, Theo van Gogh of Peter R. de Vries. 
Ingrijpende gebeurtenissen, zoals de terroristische aanslagen op 11 september 2001, de vliegtuig-ramp met de MH-17 en de aanslag op de Bataclan in Parijs, staan gedurende een aantal decennia in ieders geheugen gegrift. Uit een onderzoek van het Oxford Internet Institute blijkt dat gebeurtenissen als deze leiden tot een vergroot aantal bezoekers op Wikipedia. Hoewel Wikipedia niet voor iedereen een primaire nieuwsbron is, vormt dit een indicatie welke zaken een rol spelen in het collectief geheugen.
Bepaalde gebeurtenissen maken tijdens de adolescentie extra indruk, omdat zich deels in deze levensfase de identiteit vormt. Op individueel niveau houden mensen soms door overlevering de herinnering levend aan gebeurtenissen van eeuwen tevoren. Daarbij bestaat grote kans dat de feiten steeds meer vertekend worden weergegeven. In families vormen verhalen over onder andere huwelijk, geboorte, verjaardagen, overlijden en ook fotoalbums een collectief geheugen op kleine schaal. Het collectieve geheugen van organisaties kan ernstig aangetast worden door reorganisaties, waardoor het noodzakelijk is om herinneringen gestructureerd vast te leggen.

## Percepties
Het collectief geheugen geeft het perspectief vanuit één sociale groep, land of gemeenschap, met eigen waarden en normen. Hoe naties de geschiedenis interpreteren bepaalt voor een groot deel hun zelfbeeld. Hoe herinneringen worden opgevat, heeft ook te maken met de context waarin ze worden geplaatst. 
Volkeren uit verschillende landen geven een geheel andere interpretatie aan gebeurtenissen uit het verleden. Zo rechtvaardigden christenen de kruistochten als een manier om een veilige doortocht van pelgrims die het Heilige Land wilden bezoeken te waarborgen. De Arabieren beschouwden de kruistochten echter als een aanval op hun territorium.
Bij een oorlog kunnen beide partijen zichzelf beschouwen als het slachtoffer van andermans agressie. Amerikanen en Russen hebben ieder een eigen beeld van de Tweede Wereldoorlog, die ook uit het collectief geheugen dreigt te verdwijnen. 
In de westerse samenleving komt het regelmatig voor dat een poging wordt ondernomen om het collectief geheugen te wissen. Dit gebeurt nog vaker in (voormalige) dictaturen. In Argentinië heeft de overheid geprobeerd om de tijd van onderdrukking en martelingen van het leger tijdens het bewind van Videla uit te wissen.
Zuid-Korea en Japan hebben ten gevolge van de Japanse bezetting van Korea nog steeds conflicten over excuses en compensatie. De Japanse premier Abe wil niet meer voortdurend vergeving vragen voor de daden van de Japanners in de Tweede Wereldoorlog. Eerder zei Abe dat "Japanners zich moesten schamen voor hun verleden", maar zijn toon is niet langer verzoenend meer. Een Japanse hoogleraar politicologie noemt Abe een exponent van een revisionistische beweging die het idee van Japan als oorlogsschuldige afwijst.
Ten tijde van sociale en politieke onrust kantelt vaak het beeld van het verleden. Zo bestaat er in sommige Oostbloklanden nog steeds een nostalgische hang naar vroegere tijden die onder de term Ostalgie bekend kwam te staan.  
Politici kunnen aan de geschiedenis een heilsverwachting ontlenen, die aanleiding kan geven tot meningsverschillen. Een voorbeeld hiervan is Thierry Baudet met zijn uitspraken over de boreale wereld.

## Studies
De Zwitserse psychoanalyticus Carl Gustav Jung heeft uitgebreid theorieën geformuleerd aangaande het collectief geheugen van de mens. Het collectief onbewuste is een begrip uit zijn werk. Jung spreekt daarbij van archetypen die in elke beschaving vaak los van elkaar opduiken en die bijgevolg diep in de menselijke geest gegrift moeten zitten. Evolutionair gezien zou heel wat informatie in onze fysiologische structuur opgeslagen liggen.

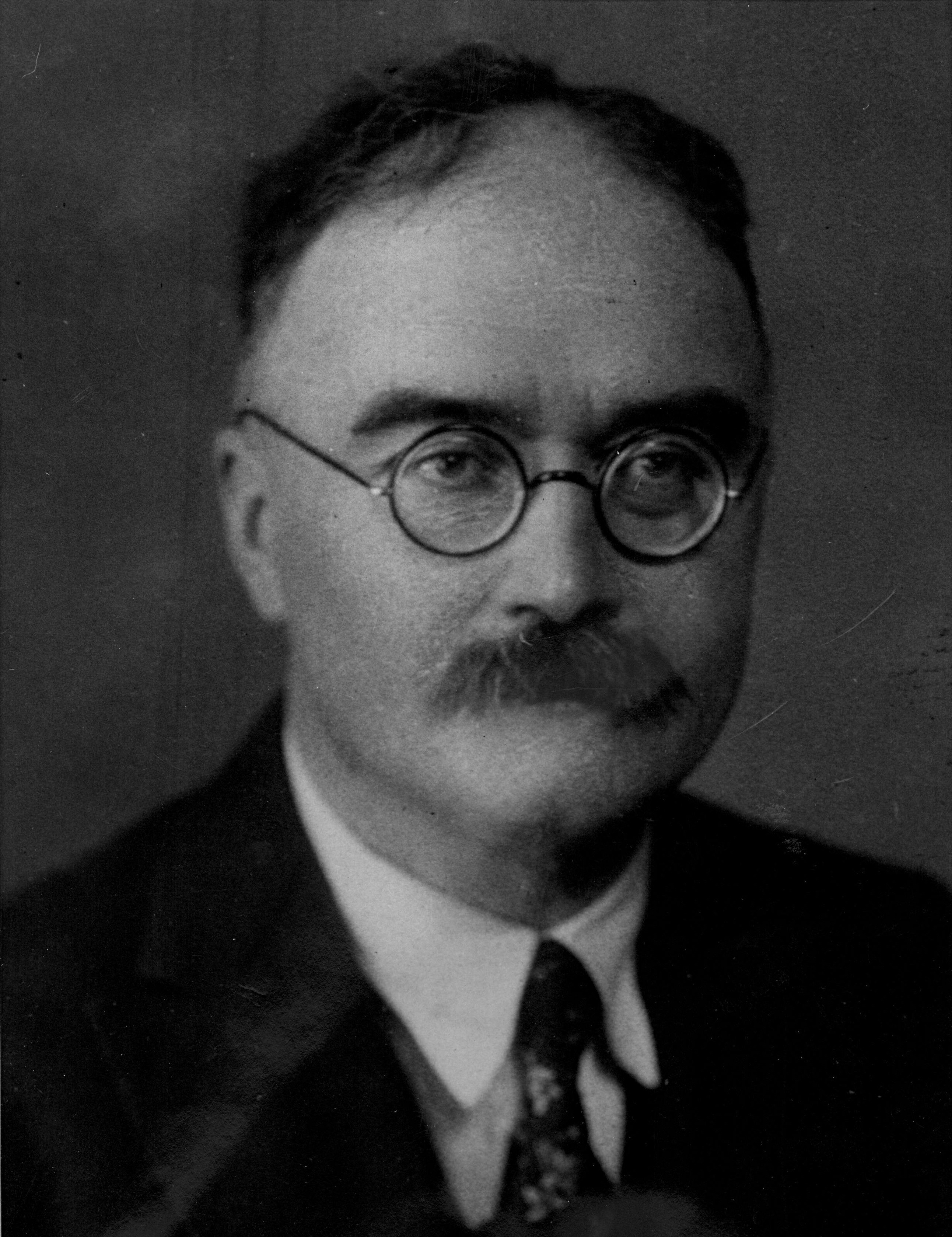
Maurice Halbwachs

De Franse socioloog Maurice Halbwachs (1877-1945) schreef Les cadres sociaux de la mémoire (De sociale kaders van de herinnering), het standaardwerk over het collectief geheugen dat in 1925 verscheen. In 1950 zorgde zijn dochter voor posthume publicatie van zijn werk over het collectief geheugen. Halbwachs schrijft dat het collectief geheugen afhankelijk is van het kader waarbinnen een groep binnen de maatschappij gesitueerd is. Een gemeenschappelijk beeld van het verleden bepaalt de identiteit in het heden. Er is naast de individuele herinnering de gedeelde herinnering van de groep. De kijk van het individu op het verleden is sterk met het groepsbewustzijn verbonden. Halbwachs schetst de manier waarop mensen binnen hun cultuur de geschiedenis uitbeelden, zoals door middel van monumenten en bij rituelen die het groepsgevoel versterken.  
De Amerikaanse sociaal psycholoog James Whiting Pennebaker (1950) onderzocht waardoor bepaalde gebeurtenissen in het collectieve geheugen worden opgenomen. In zijn boek Collective memory of political events vergelijkt hij het individuele geheugen met het collectief geheugen.
In 2019 promoveerde Rutger van der Hoeven (1974) op het proefschrift The Global Visual Memory: A Study of the Recognition and Interpretation of Iconic and Historical Photographs. Hij onderzocht iconische historische foto’s en vroeg zich af of er een collectief mondiaal geheugen is, en of er foto’s zijn die over de hele wereld belangrijk gevonden worden en herkend.
Zijn onderzoek strekte zich uit over alle continenten. Hij ontdekte uiteindelijk drie foto’s die door twee derde van de wereldbevolking werden herkend: de foto’s van de maanlanding, het portret van Che Guevara en de foto van het vliegtuig dat zich op 11 september 2001 in de zuidtoren van het World Trade Center boorde.
Paula Hamilton, hoogleraar geschiedenis aan de University of Technology Sydney, (Australië), beschrijft het collectief geheugen als een herinnering die gekoesterd wordt door een groep, ook al hebben ze de gebeurtenis(sen) zelf niet meegemaakt.
In Australië zelf speelt dit rond de gestolen generaties, waarbij kinderen van Aborigines van hun ouders werden gescheiden om ze te laten assimileren in de maatschappij.
Hamilton noemt het een strategische herinnering, omdat de Aboriginals zich nog steeds getraumatiseerd voelen en eisen dat de overige bewoners van Australië zich bewust blijven voelen van hun lot. Een ander Australisch voorbeeld dat Hamilton aanhaalt speelt rond de Australian and New Zealand Army Corps (ANZAC). Talloze straten en pleinen in Australië zijn vernoemd naar de Anzacs, met de bedoeling om de herinnering aan de Australische soldaten die gevochten hebben in de Eerste Wereldoorlog levend te houden. De Anzacdag (Engels: Anzac Day) is in Australië en Nieuw-Zeeland de jaarlijkse officiële gedenkdag voor alle inwoners die aan oorlogen, conflicten en vredesmissies hebben deelgenomen. Ook de Tweede Wereldoorlog dreigt uit het collectief geheugen te verdwijnen, terwijl tegelijkertijd ook vrouwen erkenning willen voor hun rol in deze strijd. Hamilton vertelt dat een groep vrouwen onmiddellijk werd verwijderd bij hun poging in de zeventiger of tachtiger jaren om een lauwerkrans bij het Sydney Cenotaph, een oorlogsmonument in Sidney, te leggen ter herinnering aan vrouwen die ten tijde van WO II zijn verkracht.

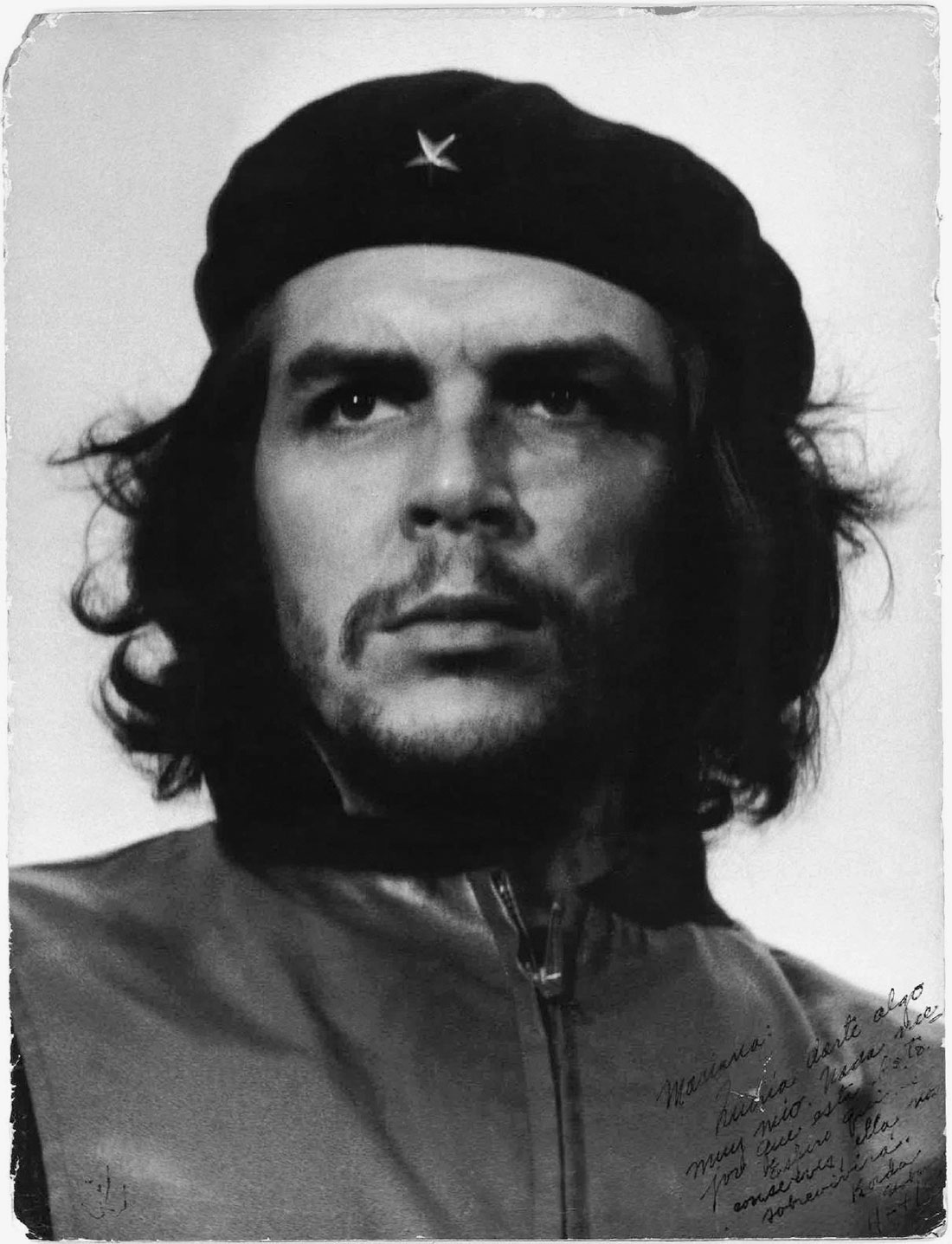
Che Guevara, 1960
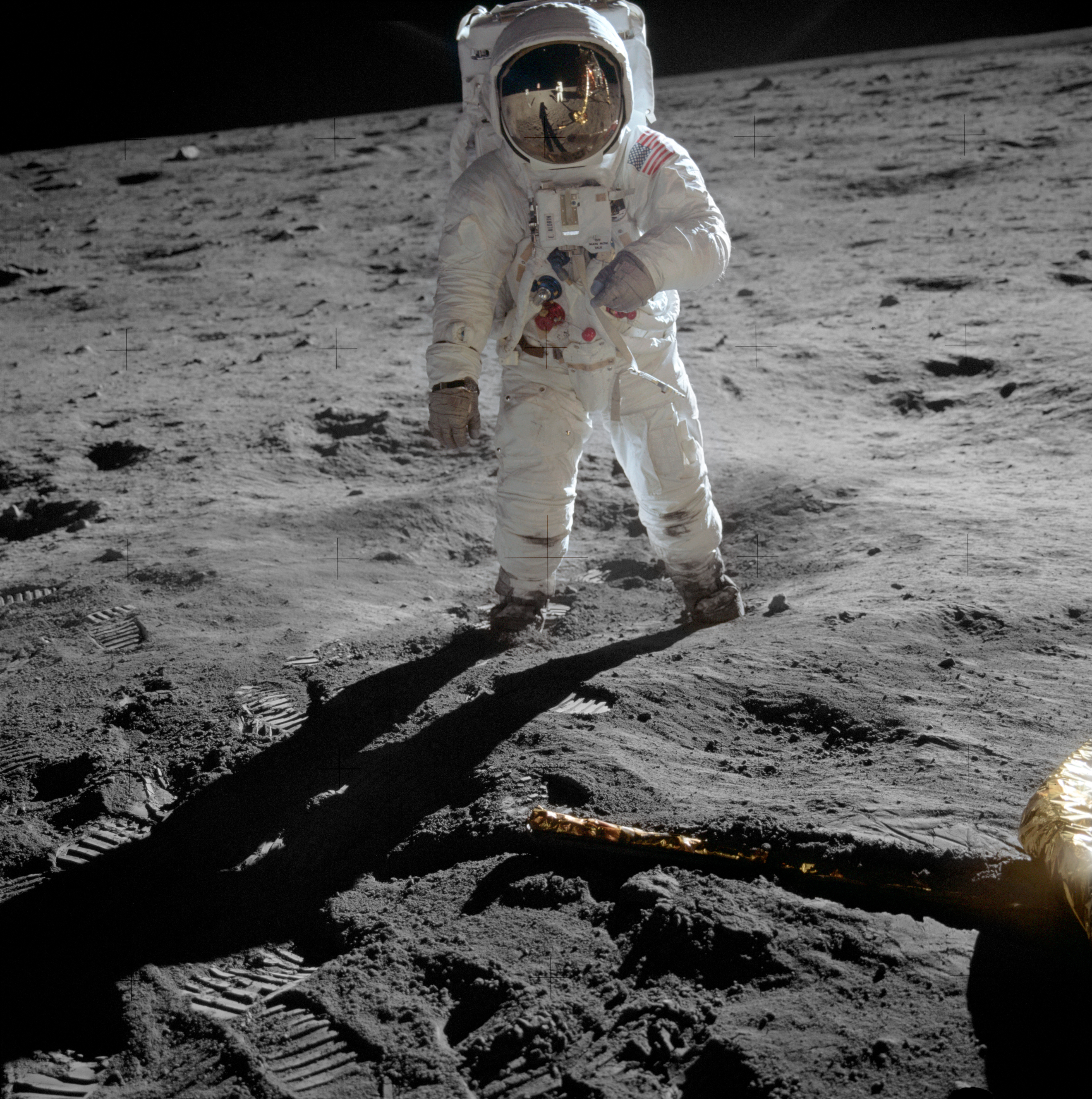
Eerste maanlanding, 21 juli 1969
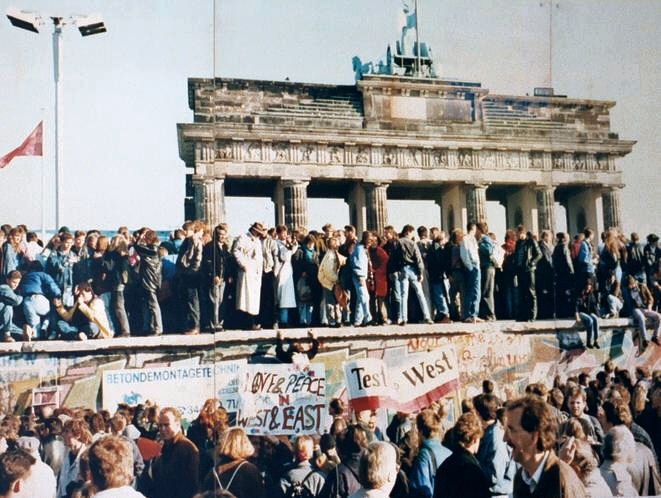
Berlijnse muur, november 1989
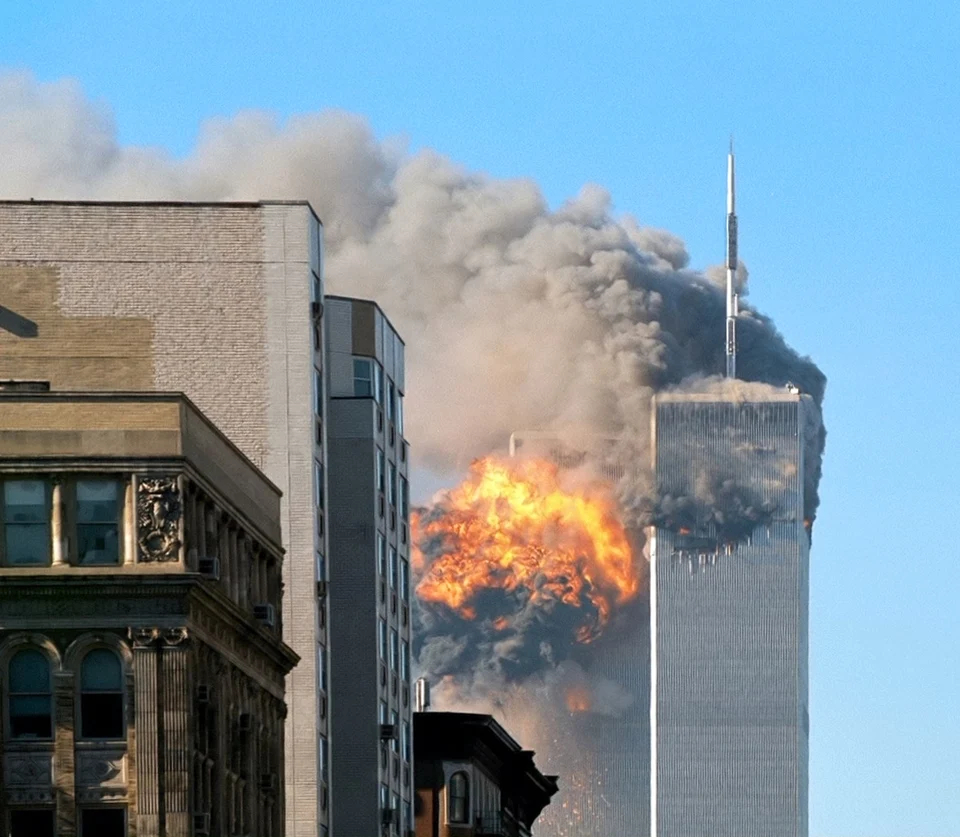
New York, 11 sept. 2001